# استیگماستانول
استیگماستانول (به انگلیسی: Stigmastanol) یک فیتواسترول (ترکیبات گیاهی مشابه کلسترول) با شناسه پاب‌کم ۱۵۵۵۹۳۹۶ است.